# Michel Strogoff
Miguel Strogoff ou Miguel Stogoff, o Correio do Czar (francês: Michel Strogoff) é um romance de aventuras da autoria de Júlio Verne publicado em 1876. Foi precedido pelo Le Chancellor e sucedido pelo Hector Servadac 

## Enredo
Ambientado no longínquo império russo, narra as aventuras do intrépido herói, que necessita de percorrer 5 500 km de obstáculos quase insuperáveis, entre os exércitos de traidores do czar, para entregar ao Grão-Duque, na cidade de Irkutsk, na Sibéria, uma mensagem secreta que o soberano lhe confiara.
Suportando todo o tipo de dificuldades e de obstáculos, submetido a humilhações e tortura durante esse longo percurso pelo exótico interior do continente asiático, o herói surge como um modelo de perfeição e virtude, forte e corajoso, a quem nada consegue deter no cumprimento de sua missão.